# سرعت رانش

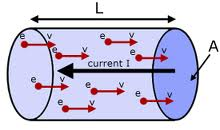
عکس نشان دهنده نیرو های سرعت رانش

سرعت رانش (سرعت سوق)، سرعتی است که وقتی به دو سر یک رسانای الکتریکی اختلاف پتانسیل اعمال کنیم الکترون های رسانش که با سرعت تقریبی 10به توان6 حرکت میکردند با سرعت 10 بتوان -4یا -5 سوق داده میشوند. 
جریان الکتریکی متناسب با سرعت رانش است. سرعت رانش هم خود متناسب با میدان الکتریکی اعمال شده است. بنابراین سرعت رانش می‌تواند قانون اهم را توضیح دهد.
دو معادله زیر ارتباط سرعت رانش با کمیتهای فیزیکی دیگر را نشان می‌دهند:
```
 

  

    

      

        
 

        
J

        
=

        
σ

        
⋅

        
v

      

    

    
{\displaystyle \ J=\sigma \cdot v}

  

```

- که در آن J چگالی جریان٫ {\displaystyle \ sigma} چگالی بار و v سرعت رانش است.

{\displaystyle \ v=\mu \cdot E}
که در آن E میدان الکتریکی٫ μ تحرک‌پذیری وv سرعت رانش است.

## مطالب مرتبط
- تحرک‌پذیری
- چگالی جریان

|  |  |  |  |
|  |  |  |  |
|  |  |  |  |

## منبع
- ویکی‌پدیای انگلیسی: Drift velocity